# 东阳城遗址
东阳城遗址，位于江苏省淮安市盱眙县东阳镇，是中华人民共和国江苏省文物保护单位之一。
1982年3月25日，授予江苏省文物保护单位，是一座古遗址。